# Кан ла Сурс
Кан ла Сурс (фр. Camps-la-Source) је насељено место у Француској у региону Прованса-Алпи-Азурна обала, у департману Вар.
По подацима из 2011. године у општини је живело 1751 становника, а густина насељености је износила 77,93 становника/km².

## Демографија
| 1962. | 1968. | 1975. | 1982. | 1990. | 2011. |
| ----- | ----- | ----- | ----- | ----- | ----- |
| 448   | 474   | 581   | 767   | 1.113 | 1.751 |